# Fritz Wanner
Fritz Wanner (* 31. Oktober 1896 in Stuttgart; † 21. Juni 1989 ebenda) war ein deutscher Verwaltungsjurist.

## Leben
Nach dem Besuch des Karls-Gymnasiums Stuttgart studierte er Rechtswissenschaften in Tübingen und Freiburg. Er war ab 1919 Mitglied der Studentenverbindung Akademische Gesellschaft Stuttgardia Tübingen. Er legte 1922 die erste und 1924 die zweite Staatsprüfung ab. 1923 wurde er in Tübingen zum Dr. iur. promoviert.
Er wurde 1924 zunächst Schriftleiter beim Schwäbischen Merkur und trat 1925 in die württembergische Innenverwaltung ein. Von 1934 bis 1945 leitete er als Amtsverweser bzw. als Landrat (ab 1935) den Kreis bzw. den Landkreis Mergentheim.
Nach seiner Internierung von 1945 bis 1946 war er bei einem Rechtsanwalt in Mergentheim tätig, bis er 1948 wieder in die Verwaltung eintrat.
Von 1949 bis 1955 war er stellvertretender Landrat in Heilbronn, anschließend bis 1963 Landrat in Calw.
Wanner war evangelischer Konfession. Er gehörte von 1919 bis 1930 der DVP und ab 1933 der NSDAP an.